# Moncaup (Haute-Garonne)
Moncaup település Franciaországban, Haute-Garonne megyében. Lakosainak száma 36 fő (2022. január 1.). Moncaup Antichan-de-Frontignes, Arguenos, Bezins-Garraux, Cazaunous, Chaum, Fronsac, Frontignan-de-Comminges és Saint-Pé-d’Ardet községekkel határos.

## Népesség
A település népességének változása:
| Lakosok száma | 66   | 38   | 33   | 31   | 34   | 37   | 39   | 37   | 36   | 36   |
|               | 1968 | 1982 | 1990 | 2006 | 2013 | 2015 | 2017 | 2019 | 2020 | 2022 |